# سیماترون
سیماترون (انگلیسی: Cimatron) شرکت نرم‌افزار اسرائیلی است، که در سال ۱۹۸۲ تأسیس شد.